# Aguilar (Pangasinan)
Aguilar is een gemeente in de Filipijnse provincie Pangasinan op het eiland Luzon. Bij de laatste census in 2007 had de gemeente bijna 37 duizend inwoners.

## Geografie

### Bestuurlijke indeling
Aguilar is onderverdeeld in de volgende 16 barangays:
| - Bayaoas - Baybay - Bocacliw - Bocboc East - Bocboc West - Buer - Calsib - Laoag | - Manlocboc - Ninoy - Panacol - Poblacion - Pogomboa - Pogonsili - San Jose - Tampac |

## Demografie
Aguilar had bij de census van 2007 een inwoneraantal van 36.564 mensen. Dit zijn 3.351 mensen (10,1%) meer dan bij de vorige census van 2000. De gemiddelde jaarlijkse groei komt daarmee uit op 1,33%, hetgeen lager is dan het landelijk jaarlijks gemiddelde over deze periode (2,04%).